# Idaea angeliata
Idaea angeliata är en fjärilsart som beskrevs av Schultz. 1931. Idaea angeliata ingår i släktet Idaea och familjen mätare. Inga underarter finns listade i Catalogue of Life.